# Зубков Григорій Григорович
Григорій Григорович Зубков (1912 рік, Кобеляцький повіт, Полтавська губернія — дата смерті невідома) — комбайнер МТС «Авангард» Акмолинської області, Казахська РСР. Герой Соціалістичної Праці (1951 рік).

## Біографія
З 1946 комбайнер МТС «Авангард» Акмолинської області. Брав участь у Другій Світовій Війні. Після демобілізації повернувся в Казахстан, де до 1959 року працював в МТС «Авангард».
З 1959 по 1963 рік — директор ремонтної майстерні в Коргалжинском районі. З 1963 року — директор автомобільного підприємства.

## Нагороди
Указом Президії Верховної Ради СРСР від 13 червня 1951 року нагороджений званням Героя Соціалістичної Праці з врученням ордена Леніна і золотої медалі «Серп і Молот»